# Sérgio Souza
Sérgio de Souza (Ivaiporã, 13 de março de 1971) é um advogado e político brasileiro filiado ao Movimento Democrático Brasileiro (PMDB). Atualmente cumpre o mandato de deputado federal pelo Paraná na Câmara dos Deputados do Brasil.

## Biografia
É graduado em Direito pela Universidade Tuiuti do Paraná, especializado em direito público, administrativo e eleitoral. Possui um escritório de advocacia em sociedade com o filho do ex-governador Orlando Pessuti.
Primeiro suplente da chapa que elegeu Gleisi Hoffmann ao Senado Federal do Brasil, assumiu o mandato temporariamente no período em que Hoffmann chefiou a Casa Civil.
Nas eleições no Paraná em 2014, elegeu-se para deputado federal. Em 17 de abril de 2016, votou pela abertura do processo de impeachment de Dilma Rousseff.
Em agosto de 2017 votou pelo arquivamento da denúncia de corrupção passiva do presidente Michel Temer.